# Mark Fisher
Mark Fisher, noto anche con lo pseudonimo di k-punk (Leicester, 11 luglio 1968 – Felixstowe, 13 gennaio 2017), è stato un filosofo, sociologo, critico musicale, blogger e saggista britannico.
Nei primi anni 2000 ha acquisito notorietà come blogger sotto lo pseudonimo di k-punk, per poi diventare famoso per i suoi scritti riguardanti politica, musica e cultura popolare. Ha pubblicato diversi libri, tra cui Realismo capitalista (2009), opera che ha ottenuto un inaspettato successo, e ha scritto per diverse riviste, tra cui The Wire, Fact, New Statesman e Sight & Sound. È stato inoltre cofondatore di Zero Books e di Repeater Books. È morto suicida nel gennaio 2017, poco dopo la pubblicazione del suo ultimo libro, The Weird and the Eerie (2017).

## Biografia
Negli anni della giovinezza è stato particolarmente influenzato dalla stampa musicale sul post-punk di fine anni 70, in particolare da riviste come NME, le quali trattavano non solo di musica, ma anche degli aspetti interdisciplinari che collegano musica a politica, cinema e fiction. Ha ottenuto un Bachelor of Arts in Letteratura inglese e Filosofia alla Università di Hull nel 1989, per poi finire il dottorato di ricerca alla Università di Warwick nel 1999, con una tesi dal titolo Flatline Constructs: Gothic Materialism and Cybernetic Theory-Fiction. Durante questi anni, Fisher è stato fondatore del collettivo interdisciplinare conosciuto come Ccru ovvero Cybernetic Culture Research Unit, vicino alle teorie dell'accelerazionismo, diventando amico e influenzando Kode9 (nome d'arte di Steve Goodman), fondatore dell'etichetta Hyperdub.
Dopo un periodo in cui ha insegnato filosofia nelle scuole superiori, ha fondato nel 2003 il blog k-punk, che è stato considerato uno dei blog di maggior successo riguardanti gli studi culturali. Il critico musicale Simon Reynolds l'ha descritto come "un one-man magazine migliore della maggior parte degli altri magazine britannici" nonché come centro di una "costellazione di blog" nei quali cultura popolare, musica, cinema, politica e teoria critica venivano discusse parallelamente da giornalisti, filosofi, amici e colleghi. Vice ha poi descritto il suo lavoro come "lucido e illuminante, capace di affrontare letteratura, musica e cinema a noi familiari e di rivelarne senza sforzo i segreti più profondi. Fisher ha anche cofondato il forum Dissensus assieme allo scrittore Matt Ingram.
In seguito, Fisher ha insegnato teoria delle arti visive e uditive presso il Goldsmiths College, è stato redattore presso Zer0 books, membro del comitato editoriale di Interference: A Journal of Audio Culture e della serie "Realismo Speculativo" edita dalla Edinburgh University Press, nonché vicedirettore di The Wire. Nel 2009 ha curato la raccolta di saggi The Resistible Demise of Michael Jackson, riguardanti la carriera e la morte di Michael Jackson, e ha pubblicato Realismo capitalista, in cui analizza gli effetti del neoliberismo sulla cultura contemporanea. Nel 2014 ha pubblicato Ghosts of My Life: Writings on Depression, Hauntology and Lost Futures, una raccolta di saggi su temi analoghi, visti attraverso la lente di musica, film e hauntology. Nel 2017 ha curato assieme a Kodwo Eshun e Gavin Butt un'antologia critica sull'era del postpunk dal titolo Post-Punk Then and Now, pubblicata da Repeater Books. .
È morto suicida il 13 gennaio 2017 a 48 anni, poco dopo la pubblicazione del libro The Weird and the Eerie (2017). L'argomento della depressione è stato trattato da Fisher stesso in vari articoli e in Realismo capitalista, nel quale ha affermato che «la pandemia di angoscia mentale che affligge il nostro tempo non può essere capita adeguatamente, né curata, finché viene vista come un problema personale di cui soffrono singoli individui malati». Prima di morire, Fisher progettava di pubblicare un libro dal titolo Comunismo acido, di cui alcuni estratti compaiono nell'antologia k-punk: The Collected and Unpublished Writings of Mark Fisher (2004-2016), pubblicata da Repeater Books nel novembre del 2018.

## Opere
- The Resistible Demise of Michael Jackson (a cura di). Winchester: Zero Books, 2009, ISBN 978-1846943485.
- Capitalist Realism: Is There No Alternative?. Winchester: Zero Books, 2009, ISBN 978-1846943171.
- Ghosts of My Life: Writings on Depression, Hauntology and Lost Futures. Winchester: Zero Books, 2014, ISBN 978-1780992266.
- Post-Punk Then and Now (a cura di; con Gavin Butt e Kodwo Eshun), Repeater Books, 2016, ISBN 9781910924266.
- The Weird and the Eerie. Repeater Books, 2017, ISBN 978-1910924389.
- K-punk: The Collected and Unpublished Writings of Mark Fisher (2004–2016) (a cura di Darren Ambrose e con una prefazione di Simon Reynolds), Repeater Books, 2018, ISBN 9781910924389.
- Flatline Constructs: Gothic Materialism and Cybernetic Theory-Fiction (foreword by exmilitary). New York: Exmilitary Press, 2018. ISBN 978-0-692-06605-8
- Postcapitalist desire: the final lectures (con un'introduzione di Matt Colquhoun), Repeater Books, 2020, ISBN 9781913462482

## Opere tradotte in italiano
- Realismo capitalista, Produzioni Nero, Not, Roma 2018, ISBN 978-8880560050
- The weird and the eerie. Lo strano e l'inquietante nel mondo contemporaneo, Minimum Fax, Roma 2018, ISBN 978-8875219345
- Spettri della mia vita. Scritti su depressione, hauntologia e futuri perduti, Minimum Fax, Roma 2019, ISBN 978-8833890456
- Il nostro desiderio è senza nome. Scritti politici. K-punk/1, Minimum Fax, Roma 2020, ISBN  978-8833891309
- Schermi, sogni e spettri. Cinema e televisione. K-punk/2, Minimum Fax, Roma 2021,  ISBN  9788833891941
- Scegli le tue armi. Scritti sulla musica. K-punk/3, Minimum Fax, Roma 2021, ISBN 9788833893082
- Desiderio postcapitalista. Le ultime lezioni, Minimum Fax, Roma 2022, ISBN 9788833893693
- Non siamo qui per intrattenervi. Scritti sulla letteratura, interviste e riflessioni. K-punk/4, Minimum Fax, Roma 2023, ISBN 9788833895086